# Gino Tubaro
Gino Tubaro (Buenos Aires, 6 de octubre de 1995) es un inventor argentino y estudiante de ingeniería electrónica. Inició sus estudios en 2014 en la Universidad Tecnológica Nacional. Se ha especializado en la Impresión 3D y en la creación de extremidades prostéticas realizadas en impresoras 3D. Estas prótesis se distribuyen mediante la ONG Atomic Lab a más de 44 países alcanzando más de 1300 entregas gratuitas.
De niño participó en talleres de incentivo. Concurrió a la escuela primaria en el Instituto Bernasconi y completó los estudios de secundaria en las Escuelas Técnicas ORT siguiendo la orientación de electrónica, mediante una beca. En 2013 cofundó Darwin Research, donde fabricó la primera prótesis que imprimió en 3D con su impresora 3D basada en materiales reciclados y del proyecto Rep Rap (una Prusa Mendel). De 2014 a 2015 trabajó en Argentina en 3D, una iniciativa que se convirtió en programa público con el apoyo de la Jefatura de Gabinetes de Ministros en Argentina, dicho programa continuo sin él porque no compartió la ideología política del mismo. 
Posterior a eso, trabajó como asesor en el Laboratorio del Centro Metropolitano de Diseño y luego funda la ONG Atomic Lab en 2015, una organización creada para facilitar el acceso a prótesis a miles de personas con recursos limitados, dicha organización nace sin ningún interés político.  Algunos de sus proyectos incluyen un traductor en tiempo real de braille dinámico, un pequeño instrumento musical llamado Sound Cube y una impresora 3D hecha a partir de pantallas de teléfonos móviles.
Recibió dos premios entregados por la Organización Mundial de la Propiedad Intelectual (OMPI / WIPO), entidad avalada por la ONU. En 2008 recibió el premio al “Mejor joven inventor” por su presentación sobre dispositivos de seguridad para hogares y mini robots. En el 2010 fue ganador de las “Olimpíadas de Inventiva”. 
En el 2012 fue orador en TEDxRiodelaPlata, donde presentó en su charla el "Ladrón de energía" y el mencionado "Sound Cube". En 2013, Gino Tubaro fue seleccionado para participar en el Campamento Nacional de Ciencias para Jóvenes (NYSC), un programa patrocinado por el Departamento de Estado de los Estados Unidos, el estado de West Virginia y la National Youth Science Fundation.
En 2014 ofreció una segunda charla TEDx en TEDxUTN. El discurso describió un concepto de creación propia, el "Súper hombre de Darwin", que plantea la posibilidad de obtener habilidades superiores a partir del trabajo para solucionar incapacidades físicas.
También durante ese año, fue seleccionado como uno de los 10 jóvenes sobresalientes de la República Argentina por parte de Junior Chamber International y la Cámara Argentina de Comercio (Premios TOYP).
En 2015 fue destacado como "Alumni del mes" a nivel mundial por el Departamento de Estado de los Estados Unidos y la Embajada de los Estados Unidos en "reconocimiento a su liderazgo en crear innovadoras soluciones para ayudar a las personas con discapacidades a vivir sin límites". El presidente de los Estados Unidos, Barack Obama, destacó el caso de Gino Tubaro durante su encuentro con jóvenes emprendedores de Argentina.
Ganó como Innovador del Año por Atomic Lab en 2015 durante la 4.a edición de Innovadores menores de 35 años de Argentina y Uruguay, el reconocimiento para jóvenes más prestigioso del mundo de MIT Technology Review, la publicación más antigua del Instituto de Tecnología de Massachusetts (MIT). Además por History Channel como el ganador de “Una idea para cambiar la historia” seleccionado entre participantes de toda Lationoamérica.
En 2017 publicó el libro Las manos que inventan : tecnología y solidaridad: una forma de hacer para los demás, de Ediciones Paidós.
Utilizando un sistema de mecanomiografía (que es es el registro de las oscilaciones mecánicas en la superficie de la piel,
generadas por la contracción de los músculos ubicados debajo de ella) puede trasladarlas al usuario en forma de respuestas sensoriales que traducen las acciones desempeñadas por la prótesis, por el cual no se requiere cirugía.
Durante el 2018, Gino con su equipo recorrieron Argentina en una travesía que llamó "Argentinaton", la cual contó de modificar una camioneta Ford Ranger para que esta tenga una impresora 3D solar y pudiera imprimir en la ruta, "Mil Manos por Argentina" fue un proyecto de 25 000 km con más de 100 prótesis entregadas. Del mismo, se creó un documental con la productora StoryLab. Esta docu-serie se estrenó el 11 de diciembre de 2019 en la plataforma Flow y obtuvo el premio "Martin Fierro digital" al mejor contenido temático.
En las navidades desde 2016 al 2019, el equipo de Atomic Lab preparan una fiesta de Navidad llamada Navidatón para todas los niños que solicitaron una prótesis, entregándoles en sus hogares las prótesis que habían solicitado, durante estas fechas especiales, se entregaron más de 60 prótesis gratuitas en total. Es una actividad especial del "proyecto madre se llama “Limbs” y tiene por objetivo cambiar la vida de las personas con una amputación (desde 4 a 104 años), sin limitaciones de país o recursos económicos."
El proyecto original tuvo distintos derivados, uno de ellos fue armar un taller donde personas privadas de la libertad en los talleres del penal n.º 4 de Ezeiza y en el de Jóvenes Adultos de Marcos Paz pudieron aprender cómo imprimir y armar las prótesis, generando un cambio desde adentro de la cárcel para el exterior. Siendo esta la primera actividad en el mundo donde personas privadas de la libertad utilizaron impresoras 3D para hacer prótesis 3D.
En septiembre de 2019 Gino Tubaro fue declarado "Personalidad Destacada de la Ciudad Autónoma de Buenos Aires en el ámbito de los Derechos Humanos, por su gran aporte en la producción solidaria de prótesis ortopédicas impresas en 3D."
En el año 2020 viajó a México a entregar 500 prótesis de mano y quedó varado allí por el estallido de la pandemia del COVID-19. Posteriormente pudo regresar al gestionar el acceso a un vuelo y a su vuelta se unió al movimiento de producción de máscaras de protección para el personal de salud. Comunicó que se realizaría ese aporte desde el hotel donde fue asignado para cumplir el proceso de cuarentena y luego se trasladó al taller de su proyecto.